# Sophienkirche (Sofia)

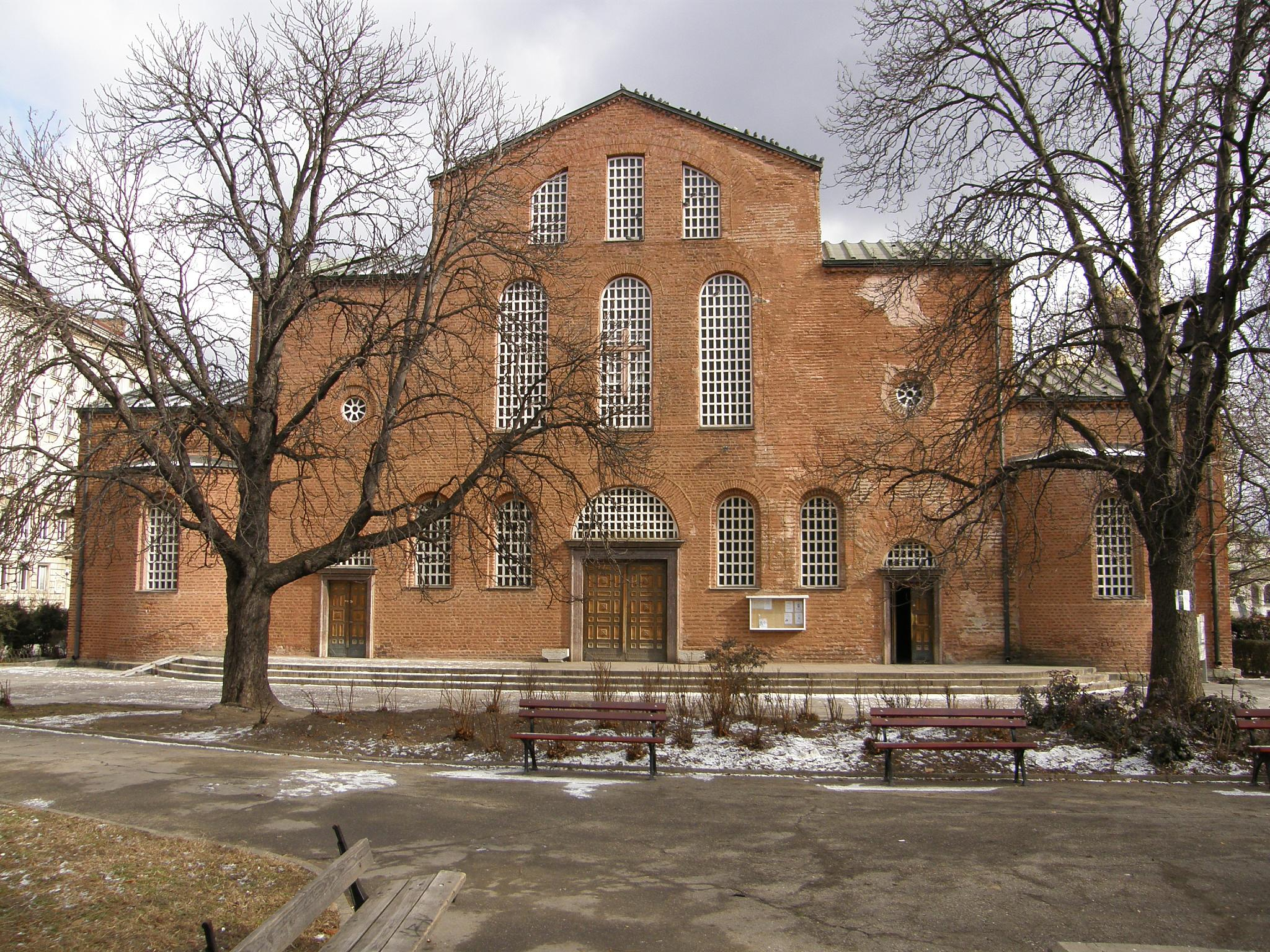
Außenfassade der Basilika.

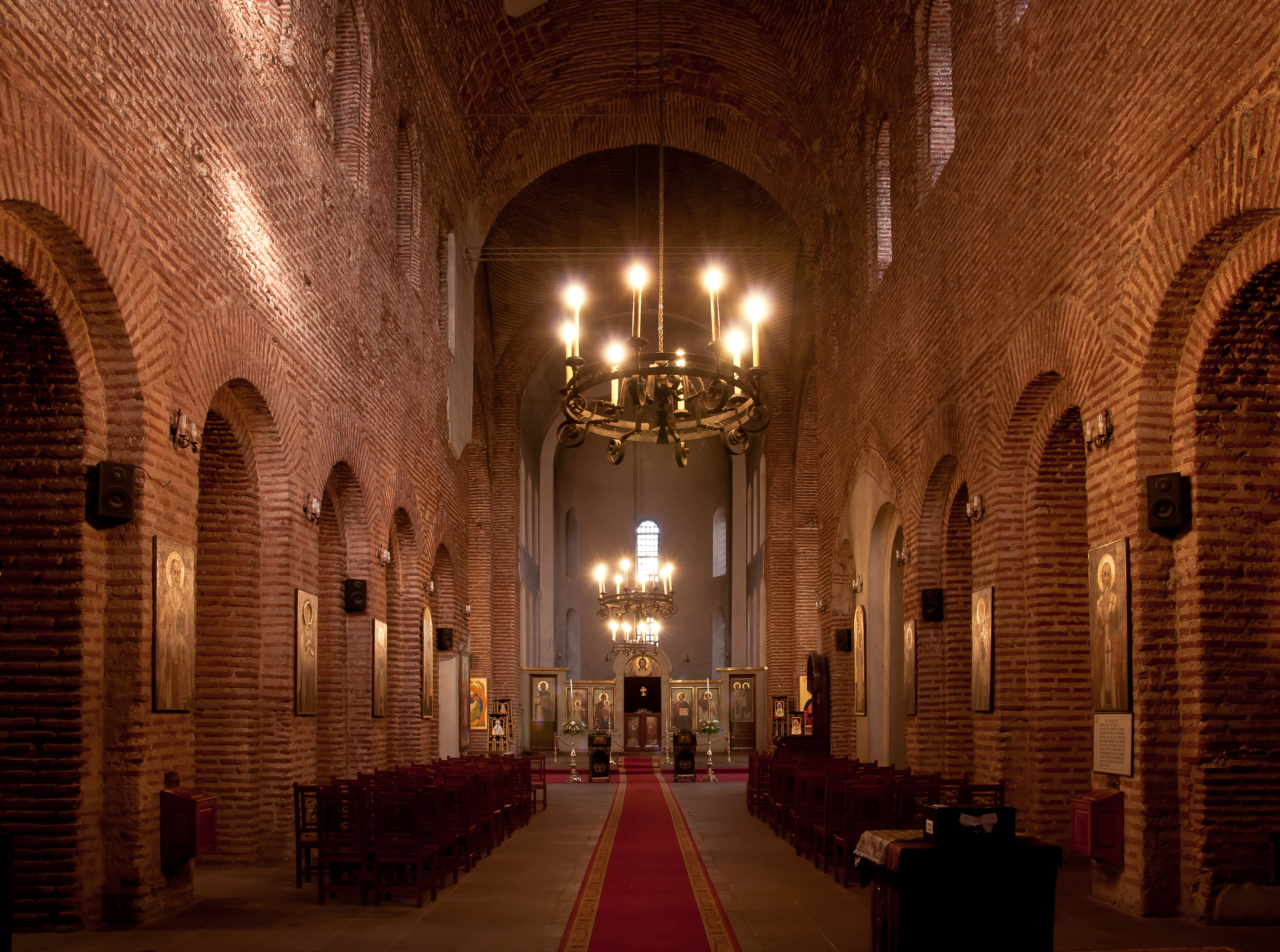
Mittelschiff der Kirche

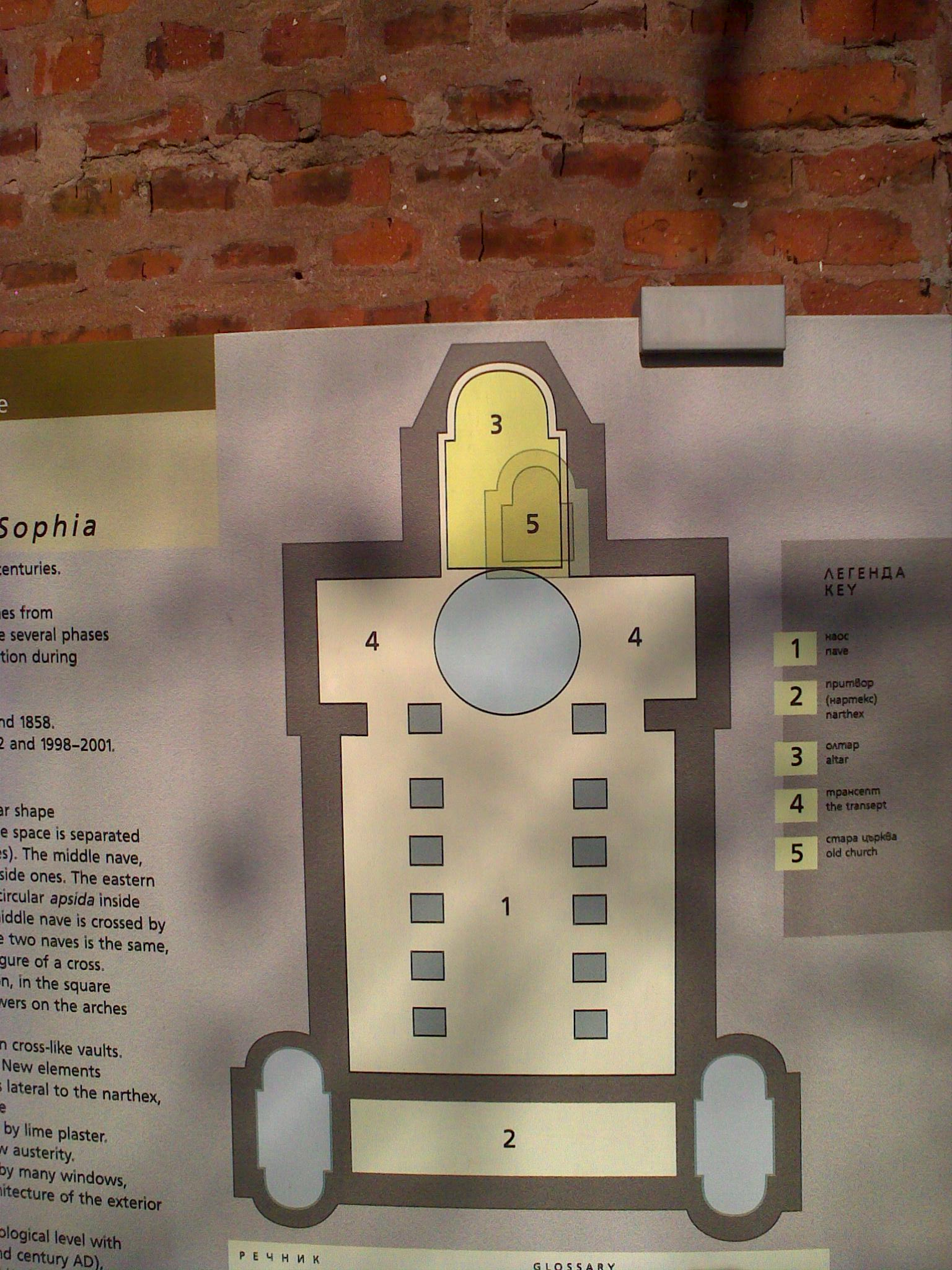
Grundriss der Kirche

Die Kirche Sweta Sofija (bulgarisch Света София, dt. Sophienkirche) der Bulgarisch-orthodoxen Kirche in der bulgarischen Hauptstadt Sofia ist eine der ältesten Kirchenbauten in Europa und die zweitälteste Kirche der Stadt. Sie wurde in der ersten Hälfte des vierten Jahrhunderts gebaut, als Sofia noch eine römische Stadt und unter dem Namen Serdica bekannt war.

## Geschichte
Der erste frühchristliche Bau der Sophienkirche erfolgte nach den Edikten von 311 und 313. Sie stand unweit des römischen Amphitheaters der Stadt und innerhalb einer Nekropole. Die Kirche wurde mehrmals umgebaut und auch zweimal schwer beschädigt bei der Invasion der Goten und der Hunnen im 6. Jahrhundert. Das heutige Gebäude stammt aus der Zeit des römischen Kaisers Justinian I. (* 482; † 565) und wurde nach seinem Befehl errichtet.
In einem Vorgängerbau des heutigen Gebäudes fand 342 das Konzil von Serdica statt, das von 170 Bischöfen aus Europa, Kleinasien und Afrika besucht wurde. Im 14. Jahrhundert gab sie ihren Namen der heutigen bulgarischen Hauptstadt, die damals noch Sredez hieß. Die Kirche ist wie die Hagia Sophia in Konstantinopel der „heiligen Weisheit“ geweiht.
1944 wurde die Kirche während der Bombardierung von Sofia durch die Alliierten schwer beschädigt. Der nördliche Transept sowie der östliche Teil des zentralen Schiffs wurden komplett zerstört.

## Architektur
Die Sophienkirche ist ein wertvolles Kunststück der frühchristlichen Architektur in Südosteuropa. Sie ist eine Kreuzbasilika mit einer Vorhalle (Narthex), zwei östlichen Türmen, einem Turmkuppel und drei Altaren. Sie ist dreischiffig und mit einer dreiwändigen Apsis gebaut. Fußbodenmosaiken mit komplexen frühchristlichen Pflanzen- und Tiermotiven sind noch erhalten und ausgestellt. Die Kirche wurde 2013 restauriert und ist jetzt wieder für Gottesdienste und Besucher geöffnet.